# Namea flavomaculata
Espèce
Synonymes
- Aname flavomaculata Rainbow & Pulleine, 1918

Namea flavomaculata est une espèce d'araignées mygalomorphes de la famille des Anamidae.

## Distribution
Cette espèce est endémique d'Australie. Elle se rencontre au Queensland dans les monts Tweed et Macpherson et en Nouvelle-Galles du Sud vers Lismore et Byron Bay.

## Description
La carapace de la femelle paratype mesure 10,2 mm de long sur 8,2 mm et l'abdomen 13,6 mm de long sur 8,2 mm.
La carapace du mâle décrit par Raven en 1984 mesure 8,75 mm de long sur 6,85 mm et l'abdomen 8,13 mm de long sur 5,00 mm et la carapace de la femelle paratype mesure 9,81 mm de long sur 8,13 mm et l'abdomen 12,30 mm de long sur 7,80 mm.

## Systématique et taxinomie
Cette espèce a été décrite sous le protonyme Aname flavomaculata par Rainbow et Pulleine en 1918. Elle est placée dans le genre Namea par Raven en 1984.

## Publication originale
- Rainbow & Pulleine, 1918 : Australian trap-door spiders. Records of the Australian Museum, vol. 12, p. 81-169 (texte intégral).